# Camisa 12 (escola de samba)
GRCES Camisa 12 é uma escola de samba da cidade de São Paulo. Fundada em 1996, é ligada à Torcida Camisa 12 e descende do bloco Camisa 12, fundado em 1984.

## História
Na Praça Santo Eduardo, Vila Maria, a torcida organizada Camisa 12 reunia milhares de pessoas para curtir a Bateria e Grupos de Pagode em todos os sábados nos anos de 84 a 86. Em 1984, surgiu o Bloco Carnavalesco Camisa 12.
No dia 12 de janeiro de 1996, foi fundada a Escola de Samba Camisa 12. Com uma área de eventos situada na Rua Juvenal Gomes Coimbra, 12 - ao lado da Ponte de Vila Maria (Ponte Presidente Jânio Quadros), desenvolveram uma série de atividades, com ênfase na preparação dos desfiles, sendo o primeiro realizado no Bairro de Vila Maria. Com o enredo Exaltando o amor, a Escola de Samba Camisa 12 conseguiu, em 1997, o primeiro título no Grupo de Acesso. No ano seguinte, com o enredo Nos jogos da Vida, quem não arrisca, não petisca, a escola foi campeã do Grupo III.
Em 1999, na disputa do Grupo II da UESP, desfilando na Vila Esperança com o enredo Uma noite na Terra da Garoa, a Camisa 12 novamente o título de campeã. Em 2010, com o tema sobre o Corinthians, foi campeã do grupo 2 da UESP e em 2011 desfilou no grupo 1 da UESP no sambódromo do Anhembi. Para 2011, a Camisa 12 trouxe como o enredo a história do Trigo.
Em 2015, homenagearia o ex-ministro do STF Joaquim Barbosa, mas por problemas de agenda do homenageado, que não poderia comparecer ao desfile, acabou trocando de enredo a poucas semanas do desfile, abordando a própria história da agremiação. Conquistou o título do Grupo 2 da UESP em 2017 homenageando Adoniran Barbosa.

## Segmentos

### Presidentes
| Nome                       | Mandato           | Ref.                |
| -------------------------- | ----------------- | ------------------- |
| Cláudio Faria Romero       | 1996 - 2000       | [carece de fontes?] |
| Elias Marco Khalil Jabbour | 2000 - 2002       | [carece de fontes?] |
| Kaxitu Ricardo Campos      | 2002 - 2003       | [carece de fontes?] |
| Marcelo Dantas Viveiros    | 2003 - 2007       | [carece de fontes?] |
| Marco Aurélio Carioca      | 2007 - 2008       | [carece de fontes?] |
| Sérgio Jacinto             | 2008 - 2012       | [carece de fontes?] |
| Carlos Eduardo "Dudu"      | 2012 - 2016       | [carece de fontes?] |
| Eder Francisco "Bob"       | 2016 - 2018       | [ 5 ]               |
| Edson Facholla             | 2018 - 2023       | [ 6 ]               |
| Giovanni Bargi de Souza    | 2024 - atualidade | [ 7 ]               |

### Intérpretes
| Carnavais  | Intérprete oficial        | Ref. |
| ---------- | ------------------------- | ---- |
| 1999       | Benson                    |      |
| 2000       | Mauro Pirata e Benson     |      |
| 2001       | Royce do Cavaco           |      |
| 2002       | Baby                      |      |
| 2003       | Pê, Carlão e Tiquinho     |      |
| 2004       | Pê                        |      |
| 2005-2006  | Alécio                    |      |
| 2007       | Edson Liz                 |      |
| 2008-2011  | Márcio Camargo            |      |
| 2012-2014  | Juninho Branco            |      |
| 2015-2019  | Léo Reis                  |      |
| 2020       | Tim Cardoso e Thiago Luís |      |
| 2022       | Tim Cardoso               |      |
| 2023       | Tim Cardoso e Benson      |      |
| 2024-atual | Tim Cardoso e Clóvis Pê   |      |

### Diretores
| Período    | Diretor de Carnaval  | Diretor geral de harmonia                               | Mestre de bateria          | Ref.  |
| ---------- | -------------------- | ------------------------------------------------------- | -------------------------- | ----- |
| 2014       | Comissão de Carnaval | Magão                                                   | Gordão e Galo              | [ 8 ] |
| 2015       | Comissão de Carnaval | Bolívia                                                 | Gordão e Galo              |       |
| 2016       | Comissão de Carnaval | Bolívia                                                 | Dirceu                     |       |
| 2017       | Gabriel Republica    | Bolívia                                                 | Dirceu                     | [ 5 ] |
| 2018       | Gabriel Republica    | Jose Carlos Camacho                                     | Luís Felipe Moreira “Lipe” |       |
| 2025-atual | Demis Roberto        | Sergio Ricardo, Lígia Negreiros e Fábio Henrique “Buiu” | Luís Felipe Moreira (Lipe) | [ 7 ] |

### Coreógrafos
| Período    | Nome            | Ref.  |
| ---------- | --------------- | ----- |
| 2014       | Ricardo Reis    | [ 8 ] |
| 2015-2016  | Eduardo Caetano |       |
| 2025-atual | Walmir Rogério  | [ 7 ] |

### Casal de Mestre-sala e Porta-bandeira
| Período    | Nome                                     | Ref.  |
| ---------- | ---------------------------------------- | ----- |
| 2008       | Emerson Nunes e Thais Paraguassú         |       |
| 2009       | Róbinson e Thais Paraguassú              |       |
| 2013       | Róbinson e Thais Paraguassú              |       |
| 2014       | Carlinhos e Natália                      | [ 8 ] |
| 2015       | Emerson e Nicinha Simpatia               |       |
| 2016       | Negrytto e Vanderleia Franco             | [ 9 ] |
| 2017       | Totty e Vanderleia Franco                |       |
| 2018       | Diogo Humberto Alves e Vanderleia Franco |       |
| 2025-atual | Luã Camargo e Estefany Righetti          | [ 7 ] |

### Corte de Bateria
| Período | Rainha               | Musa          | Ref.  |
| ------- | -------------------- | ------------- | ----- |
| 2014    | Larissa Della Monica |               | [ 8 ] |
| 2015    |                      |               |       |
| 2016    |                      | Vanessa Alves | [ 9 ] |
| 2017-   | Vanessa Alves        |               |       |
| 2020    | Larissa Della Monica | Talita Soares |       |
| 2025    | Vanessa Aggio        |               |       |

## Carnavais
| Ano  | Colocação | Grupo | Enredo | Carnavalesco | Ref.          |
| 1996 | Campeã | Espera | Caiu na Real | Comissão de Carnaval                                                                                                   |               |
| 1997 | Campeã | Espera | Um ato de amar | Comissão de Carnaval                                                                                                   | [ 10 ]        |
| 1998 | Campeã | 3-UESP | Sem medo de ser feliz | Comissão de Carnaval                                                                                                   |               |
| 1999 | Campeã | 2-UESP | Uma noite na terra da garoa | Claudio e Malon |               |
| ---- | --- | --- | --- | --- | ------------- |
| 2000 | 5º lugar | 1-UESP | Que pais é esse? | Augusto de Oliveira |               |
| 2001 | Campeã | 1-UESP | O show da vida | Claudio Cavalcanti |               |
| 2002 | 7º lugar | Acesso | Máscara o Símbolo do Imaginário Mágico da Face | Comissão de Carnaval                                                                                                   |               |
| 2003 | Campeã | 1-UESP | Milton Santos... Caminhos da Igualdade | Hernani Siqueira |               |
| 2004 | 5º lugar | Acesso | De Porto Geral ao Nosso Carnaval, 25 de Março 110 Anos de Bom, Bonito e Barato | Hernani Siqueira |               |
| 2005 | 4º lugar | Acesso | Trabalhadores Unidos | Rodrigo Cadete |               |
| 2006 | 9º lugar | Acesso | Luz, Câmera, Ação – Camisa 12 Orgulhosamente apresenta: do Circo as Telas e em Taubaté a consagração. Mazzaropi E a Hollywood caipira                                                                           | Rodrigo Cadete |               |
| 2007 | 3º lugar | 1-UESP | Camisa 12 Traz os Festejos Nordestinos em forma de Poesia | Jair de Souza |               |
| 2008 | 3º lugar | 1-UESP | Solano Trindade | Comissão de Carnaval                                                                                                   |               |
| 2009 | 11° lugar | 1-UESP | O progresso a seus pés. Guarulhos, uma cidade que não pára | Ricardo Reis |               |
| 2010 | Campeã | 2-UESP | Um centenário de paixões, parabéns Corinthians, Renascendo a cada dia, mais vivo do que nunca | Ricardo Reis |               |
| 2011 | 12º lugar | 1-UESP | Sou a base de alimento secular. Faço a massa que alimenta a massa e a bebida que festeja a alegria, muito prazer sou o Trigo!                                                                                   | Ricardo Reis |               |
| 2012 | Campeã | 2-UESP | Menino, cacique, cardeal, um sambista imortal, Alberto Alves da Silva, Seu Nenê, eternamente em nossos corações                                                                                                 | Ricardo Reis |               |
| 2013 | 8º lugar | 1-UESP | Deus, salve salve o nordeste do Brasil, seu povo e sua gente! | Ricardo Reis |               |
| 2014 | 8º lugar | 1-UESP | Dos navios negreiros aos dias de hoje. A trajetória de lutas e conquistas do negro no Brasil! Compositores:Dom Álvaro, Rodrigo Pesão e Lucas Bahia. Intérprete:Juninho Branco.                                  | Ricardo Reis | [ 8 ]         |
| 2015 | 11º lugar | 1-UESP | Joaquim Barbosa a voz do povo, a garra da pantera no tribunal Compositores: Dom Alvaro, Rodrigo Pezão e Lucas B.                                                                                                | Comissão de Carnaval                                                                                                   |               |
| 2016 | 5º lugar | 2-UESP | Constante Reconstrução, Reconstruindo pela dor, Lutando por amor... Compositores: Celsinho Mody, Léo Reis e Mumu                                                                                                | Eduardo Caetano | [ 11 ]        |
| 2017 | Campeã | 2-UESP | Boêmio Paulistano, salve Adoniran Barbosa sambista Corinthiano Compositores: Celsinho Mody, Léo Reis e Mumu | Eduardo Caetano | [ 5 ]         |
| 2018 | 9º lugar | Acesso 2 | Camisa 12 exalta a luta e a consagração: São Jorge, o Santo das 3 religiões Compositores: Capão, Xuxa do Cavaco, Rodrigo Bola, Neuber André, Digo Sá e Tchelo                                                   | Gleuson Pinheiro | [ 12 ]        |
| 2019 | 6º lugar | Acesso 2 | Professores, Camisa 12 orgulhosamente desfila essa homenagem a vocês, mestres na arte de ensinar! Compositores: Jacson do Cavaco, Wilson Bizzar, Evandro Malandro, Anderson de Deus, Casinha e Ricardo Martins. | Gleuson Pinheiro | [ 6 ]         |
| 2020 | 2° lugar | Acesso 2 | O Pão Nosso de cada dia nos dai hoje - Pão vivo, alimento sagrado! Quem dele partilhar, de vida eterna irá gozar! Compositores: Anderson Beson, Dudu Nobre, Mestre Wallan e Thompson Monteiro.                  | Delmo Moraes | [ 13 ]        |
| 2021 | Inicialmente adiados para o mês de julho, os desfiles do Carnaval 2021 foram cancelados devido a pandemia de Covid-19. | Inicialmente adiados para o mês de julho, os desfiles do Carnaval 2021 foram cancelados devido a pandemia de Covid-19. | Inicialmente adiados para o mês de julho, os desfiles do Carnaval 2021 foram cancelados devido a pandemia de Covid-19.                                                                                          | Inicialmente adiados para o mês de julho, os desfiles do Carnaval 2021 foram cancelados devido a pandemia de Covid-19. | [ 14 ]        |
| 2022 | 7º lugar | Acesso 2 | Um conto para mil e uma noites. A viagem da pantera pra lá de Bagdá Compositores: Dudu Nobre, Diego Nicolau, Rafa do Cavaco, Turko e Maradona                                                                   | Delmo Moraes | [ 15 ] [ 16 ] |
| 2023 | 5º lugar | Acesso 2 | Da inclusão à superação. Todos somos iguais. Sou um campeão Compositores: Turko, Maradona, Rafa do Cavaco, Diego Nicolau e Dudu Nobre                                                                           | Delmo Moraes | [ 17 ]        |
| 2024 | 7° lugar | Acesso 2 | Meu black é de rei, minha coroa é de Chico. Chico Rei entre nós Compositores: Turko, Rafa do Cavaco e Maradona                                                                                                  | Gleuson Pinheiro | [ 18 ]        |
| 2025 | Vice-campeã | Acesso 2 | Edun Ará Ase Idajo - Força que faz a justiça Compositores: Turko, Rafa do Cavaco, Maradona e Thiago de Xangô | Delmo de Moraes | [ 19 ]        |
| 2026 | | Acesso 1 | | Delmo de Moraes |               |

## Títulos
| Grupo 1-UESP    | 2001 e 2003             |
| Grupo 2-UESP    | 1999, 2010, 2012 e 2017 |
| Grupo 3-UESP    | 1998                    |
| Grupo de Espera | 1996 e 1997             |